# Santiago Cappi
Santiago Ezequiel Cappi Laxalt (Montevideo, 23 maggio 2003) è un calciatore uruguaiano, difensore dei Rampla Juniors in prestito dal Nacional B.

## Carriera
Cappi è cresciuto nel settore giovanile del Danubio, che ha lasciato nel 2022 per firmare con l'Albion. Ha debuttato in prima squadra il 7 maggio nell'incontro di Primera División perso 3-0 contro il Defensor Sporting ed il 2 aprile 2023 ha segnato il suo primo gol nel successo per 2-1 sull'Uruguay Montevideo.
Rimasto svincolato, il 30 gennaio 2024 ha firmato con il Nacional che lo ha assegnato alla propria squadra B.

## Statistiche

### Presenze e reti nei club
Statistiche aggiornate al 25 maggio 2024.
| Stagione        | Squadra         | Campionato      | Campionato | Campionato | Coppe nazionali | Coppe nazionali | Coppe nazionali | Coppe continentali | Coppe continentali | Coppe continentali | Altre coppe | Altre coppe | Altre coppe | Totale | Totale | Totale |
| Stagione        | Squadra         | Comp            | Pres       | Reti       | Comp            | Pres            | Reti            | Comp               | Pres               | Reti               | Comp        | Pres        | Reti        | Pres   | Reti   |        |
| --------------- | --------------- | --------------- | ---------- | ---------- | --------------- | --------------- | --------------- | ------------------ | ------------------ | ------------------ | ----------- | ----------- | ----------- | ------ | ------ | ------ |
| 2022            | Albion          | PD              | 5          | 0          | CU              | 2               | 0               |                    | -                  | -                  |             | -           | -           | 7      | 0      |        |
| 2023            | Albion          | SD              | 26         | 3          | CU              | 1               | 0               |                    | -                  | -                  |             | -           | -           | 27     | 3      |        |
| Totale carriera | Totale carriera | Totale carriera | 31         | 3          |                 | 3               | 0               |                    | -                  | -                  |             | -           | -           | 34     | 3      |        |